# Zborov nad Bystricou
Zborov nad Bystricou je naseljeno mjesto u okrugu Čadca u Žilinskom kraju u Slovačkoj.

## Stanovništvo
| Godina:     | 1993. | 2003.   | 2013.   | 2023.   |
| ----------- | ----- | ------- | ------- | ------- |
| Broj ljudi: | 2136  | 2270    | 2240    | 2142    |
| Razlika:    |       | +6,27 % | -1,32 % | -4,37 % |

| Godina:     | 2022. | 2023.   |
| ----------- | ----- | ------- |
| Broj ljudi: | 2163  | 2142    |
| Razlika:    |       | -0,97 % |

Prema podatcima o broju stanovnika iz 2023. godine naselje je imalo 2142 stanovnika.

## Vanjske poveznice
|  | Zajednički poslužitelj ima još gradiva o temi Zborov nad Bystricou |

- Službena stranica naselja (sl.)